# رمو پیانتزی
رمو پیانتزی (انگلیسی: Remo Pianezzi؛ زادهٔ ۲۷ فوریهٔ ۱۹۲۷) دوچرخه‌سوار اهل سوئیس است.